# Evercreech
Evercreech is een civil parish in het bestuurlijke gebied Mendip, in het Engelse graafschap Somerset met 2334 inwoners.

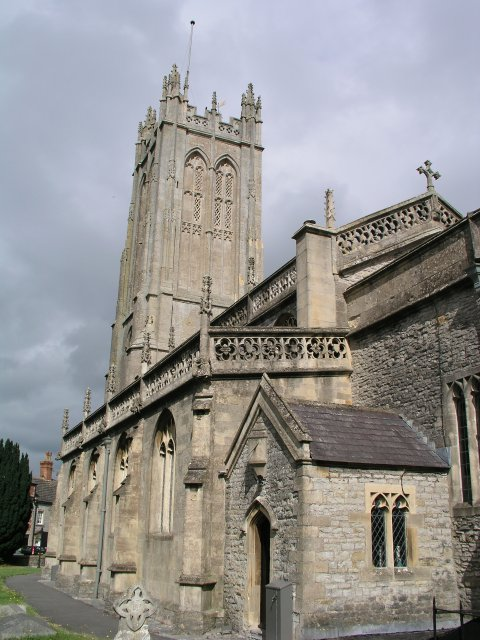
Kerk